# خيل غارثيا
بلدية خيل غارثيا (بالإسبانية: Gil-García) هي بلدية تقع في مقاطعة آبلة التابعة لمنطقة قشتالة وليون وسط إسبانيا.

## الديموغرافيا
يبلغ عدد سكان بلدية خيل غارثيا 39 نسمة عام 2011 (وفقاً للمعهد الوطني للإحصاء الإسباني).
| 79 | 66 | 61 | 51 | 45 | 40 | 39 |